# Gerlachovské sedlo
Gerlachovské sedlo (jiné názvy: Tetmajerovo sedlo, Tetmajerov prielom, Prielom Tetmajera; polsky Przełęcz Tetmajera, německy Tetmajerscharte, maďarsky Tetmajerhorhos) je nejvýraznější sedlo v masivu Gerlachovského štítu, tvořící hlubokou depresi v hřebeni mezi nim a Zadným Gerlachem ve Vysokých Tatrách.
Z Gerlachovského sedla vedou na obě strany dva výrazné žlaby: k jihozápadu do Batizovské doliny Valov žľab (polsky Walowy Żleb), k severovýchodu do Velické doliny Darmstädterův žľab (polsky Żleb Darmstädtera).

## Název
Je odvozen z polohy v masivu Gerlachovského štítu. Přešel něj z podtatranské obce Gerlachov, jejíž katastr zasahoval do této oblasti. V roce 1902 zavedli Poláci pro Gerlachovské sedlo název Przełęcz Tetmajera na počest svého literáta Kazimierze Przerwa-Tetmajera. Název velmi pronikl i do slovenské praxe.

## Prvovýstupy
- V létě Janusz Chmielowski, Jędrzej Wala ml., 24. srpna 1895.
- V zimě Julius Andreas Hefty, Gyula Komárnická, 9. února 1913.

## Turistika
Výstup je možný jen s horským vůdcem.